# Amikeca Reto
Amikeca Reto ("Rede de Amizade", em Esperanto) era uma lista de pessoas que pretendiam colaborar e trocar ideias com outras pessoas ao redor do mundo por intermédio do Esperanto. Similar ao atual Pasporta Servo, diferenciava-se por uma maior ênfase nos valores culturais e educacionais dos visitantes. Os anfitriões apresentavam clubes, associações e locais de trabalho para seus hóspedes, além de introduzir alguns aspectos de sua própria rotina. 
A rede foi criada em 1987, durante o 60º Congresso da Sennacieca Asocio Tutmonda (SAT), na cidade francesa de Boulogne-sur-Mer. Era uma organização sem fins lucrativos sob a organização da SAT, e que publicava semestralmente um livro contendo a lista dos participantes da rede. Sua última edição foi lançada em 2002, e continha 400 endereços em 40 países diferentes. O livro também era usado para permitir o encontro de pessoas interessadas em trocar correspondências ou em serviços profissionais diversos, e também para intercâmbio cultural. 

## Depois de 2002
Depois do ano de 2002, foram paralisadas as publicações da Amikeca Reto e nenhuma nova edição foi lançada, até que em 2008, a SAT voltou a discutir sua renovação e mudanças para um novo sistema similar de relacionamento entre esperantistas.